# Akcja Góral

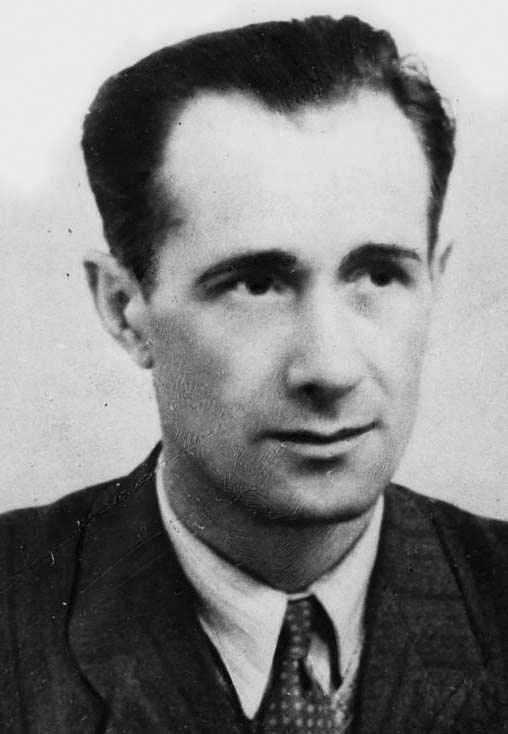
Roman Kiźny, dowódca Akcji Góral

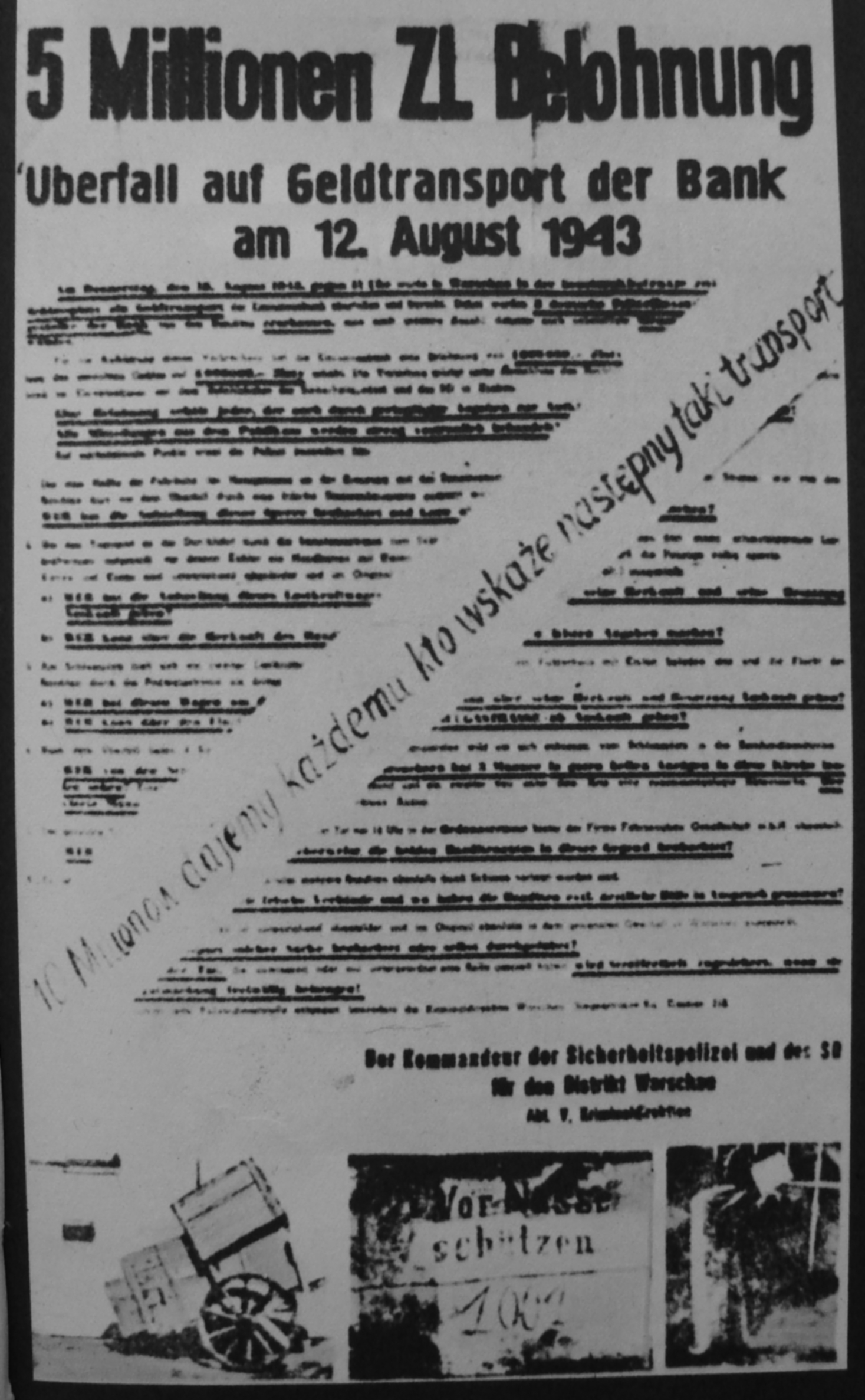
Niemiecki plakat oferujący nagrodę w wysokości 5 mln złotych za wskazanie sprawców napadu z paskiem dolepionym przez AK z treścią „10 milionów złotych każdemu, kto wskaże następny taki transport”

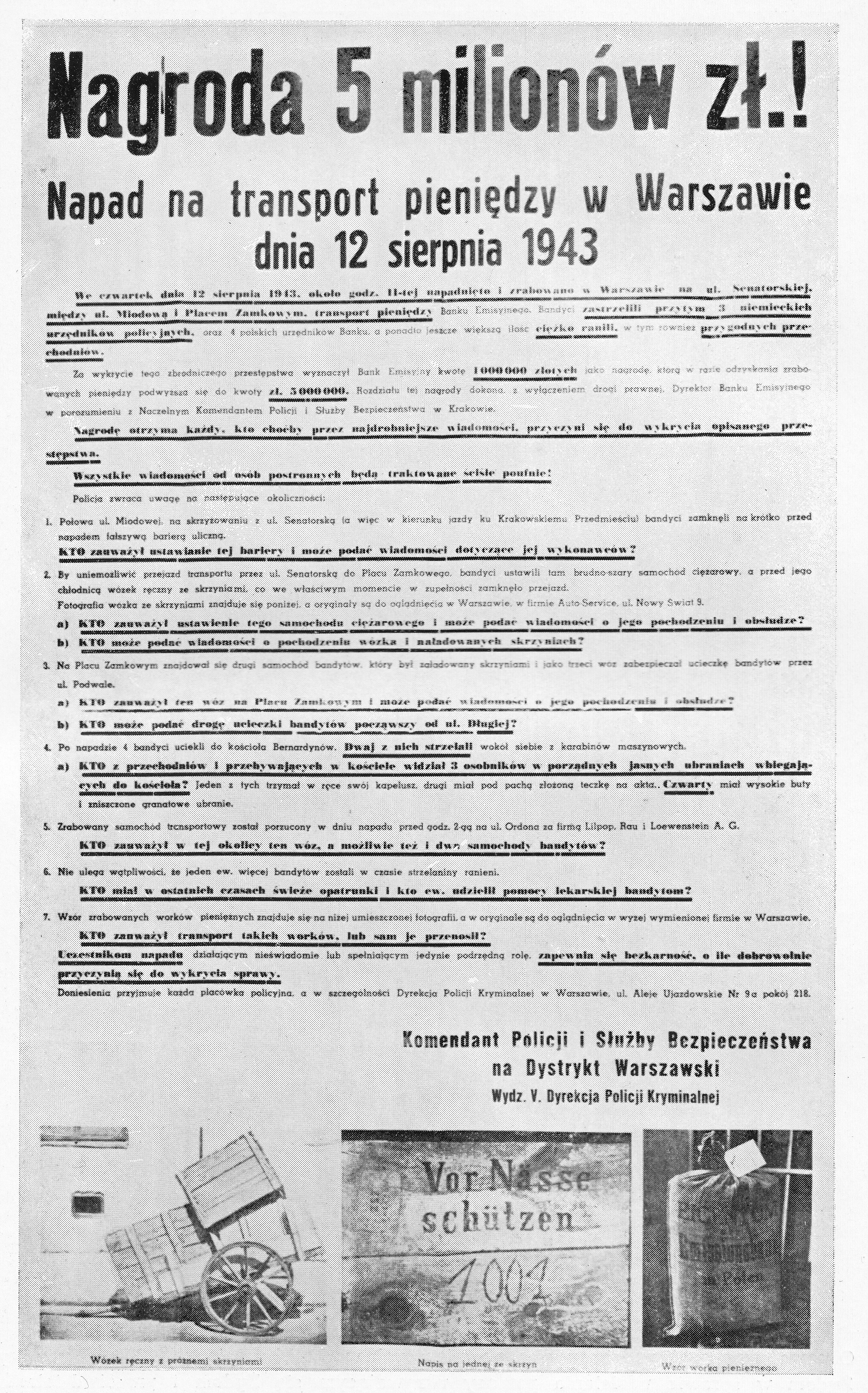
Wersja polska plakatu

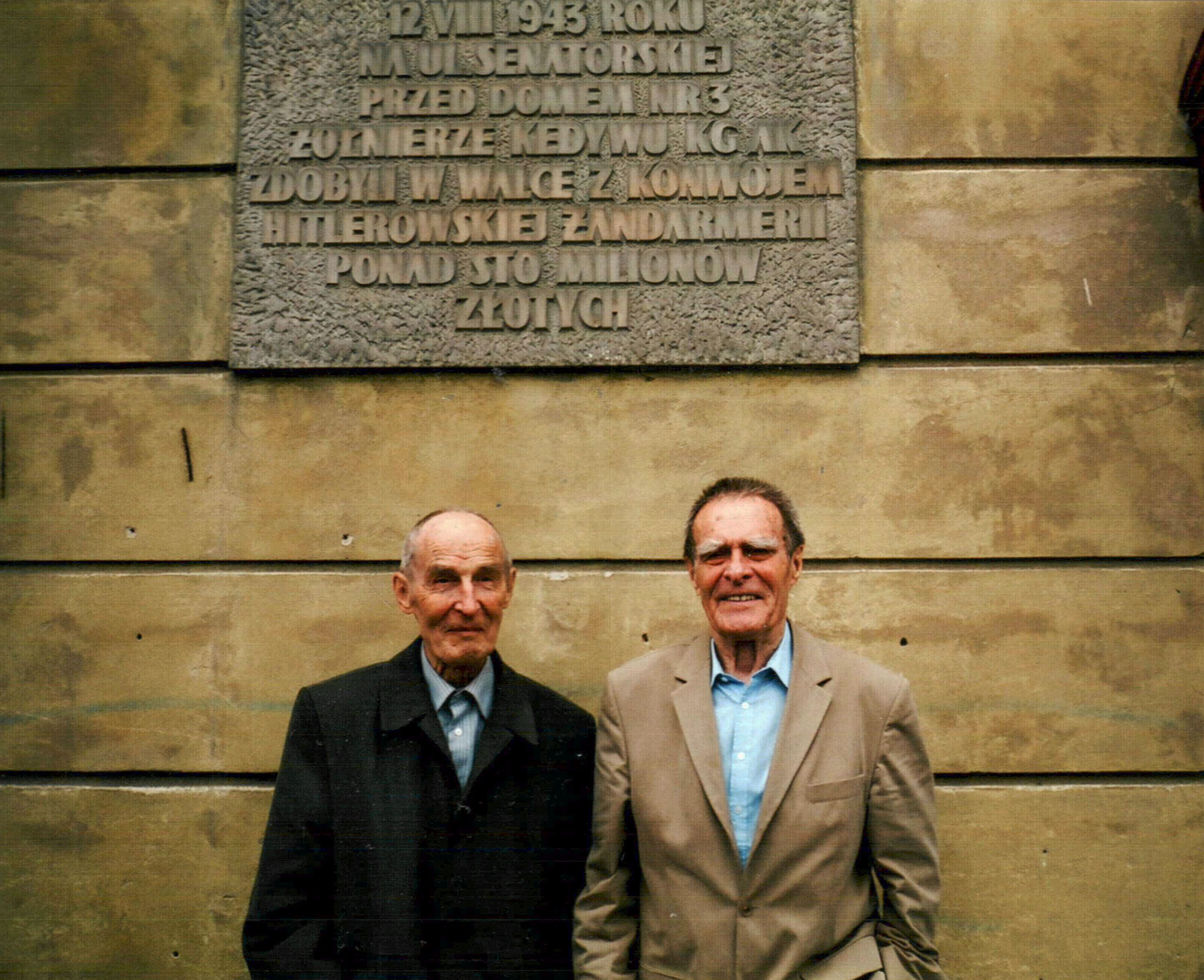
Dwaj ostatni żyjący (lipiec 2013) uczestnicy akcji „Góral” Tadeusz (z lewej) i Andrzej Żupańscy pod tablicą pamiątkową w miejscu akcji

Akcja Góral (nazywana także akcją na 100 milionów) – jedna z najważniejszych akcji zbrojnych polskiego podziemia w czasie okupacji niemieckiej. Została przeprowadzona 12 sierpnia 1943 roku w centrum Warszawy przy ulicy Senatorskiej przez oddział dyspozycyjny Kedywu KG AK – „Motor”, który uprowadził samochód bankowy z pieniędzmi o wartości prawie 105 milionów okupacyjnych złotych.
Uchodzi za jedną z najlepiej przeprowadzonych akcji podziemia w okupowanej Polsce. Historyk Tomasz Strzembosz uznał ją nawet za jedną z najlepiej przeprowadzonych akcji zbrojnych ruchu oporu w całej okupowanej Europie. Przygotowania do Akcji Góral trwały 14 miesięcy, a samo jej wykonanie jedynie 2,5 minuty. Jej kryptonim wywodzi się od potocznego określenia banknotów o nominale 500 zł emitowanych podczas okupacji w Generalnym Gubernatorstwie – tzw. „górali”.

## Geneza
Polskiemu ruchowi oporu brakowało pieniędzy na bieżącą działalność konspiracyjną oraz broń. Odłożone na ten cel przedwojenne środki finansowe wyczerpywały się, a dostawy pieniędzy (głównie dolarów) przekazywane przez emisariuszy rządu londyńskiego trafiały do Polski nieregularnie. Ponadto zawsze istniało duże ryzyko przechwycenia ich przez Niemców. Dlatego też wiosną 1942 roku, podczas rozmów kpt. Emila Kumora „Krzysia” z gen. „Grotem” narodził się plan zdobycia w walce dużej sumy pieniędzy w celu zasilenia nimi kasy KG AK. Zakładał on przechwycenie transportującej pieniądze ciężarówki Banku Emisyjnego mieszczącego się przy ulicy Bielańskiej w Warszawie. Realizacja zadania została powierzona niedawno utworzonemu Oddziałowi Specjalnemu KG AK „Osa”, przemianowanemu wkrótce na „Kosa”. Jednak 5 czerwca 1943 roku, w wyniku aresztowania przez Gestapo kilkunastu żołnierzy podczas ślubu ppor. „Marynarza” (Mieczysława Uniejewskiego), oddział praktycznie przestał istnieć.
Z dotychczasowych pięćdziesięciu pięciu członków „Kosy”, którzy przez blisko rok prowadzili przygotowania do „Akcji Góral”, na wolności pozostało jedynie trzynastu. Wśród aresztowanych nie było dowódcy warszawskiego zespołu „Kosy”, ppor. „Jurka” Jerzego Kleczkowskiego, co pozwalało kontynuować przygotowania. Wkrótce aresztowany został także komendant główny AK gen. „Grot”. Wypadki te nie przekreśliły jednak dalszych losów akcji. Nowy komendant AK, gen. „Bór”, utrzymał bowiem dotychczasowy rozkaz w mocy, nie dokonując żadnych zmian w planie akcji. Dowódca Kedywu, płk „Nil”, wyznaczył do wykonania zadania resztki „Kosy” wzmocnionej żołnierzami oddziału „Pola” (ze składu oddziału wydzielonego Kedywu „Motor”), dowodzonego przez por. „Polę” Romana Kiźnego. Akcją dowodzić miał jednak „Jurek”.
Dla wykonania zadania niezbędne było zdobycie dokładnych informacji o dacie wyjazdu ciężarówki. W tym celu wciągnięto do współpracy urzędników banku „Michała I” (Ferdynand Żyła) i „Michała II” (Jan Wołoszyn). Trudnością było ustalenie trasy przejazdu z Bielańskiej na Dworzec Wschodni, bo Niemcy, wobec nasilającej się walki zbrojnej w stolicy, bardzo dbali o tajemnicę, jednak nie obejmowała ona „Michała II”, który dowiadywał się o terminie co najmniej dzień wcześniej. W związku z tym, że Niemcy uznali Dworzec Zachodni za zbyt odległy od banku i niebezpieczny, liczba wariantów trasy zmalała do dwóch: Senatorską i Miodową do Krakowskiego Przedmieścia i Placu Zamkowego, a dalej przez Nowy Zjazd na most Kierbedzia, albo Senatorską wprost na Plac Zamkowy i dalej jak w wariancie pierwszym. Należało więc urządzić zasadzkę w dwóch miejscach, albo wyeliminować jedno z nich. Poradzono sobie z tym fingując roboty drogowe na Miodowej.

## Akcja
Do akcji „Motor” przystąpił w sile 43 żołnierzy i 2 łączniczek. Pierwsza próba miała miejsce 5 sierpnia. W chwilę po otrzymaniu telefonicznej informacji „ciocia wyjechała” żołnierze „Poli” obsadzili stanowiska, a wydzielony zespół przeciął w studzienkach ulicznych kable łączące bank z posterunkiem policji i Gestapo. Akcję trzeba było jednak odwołać, bo nie stawili się trzej „steniści”. Przecięcie kabli wywołało gwałtowną reakcję Niemców: zarządzono ostre pogotowie straży bankowej, pięć minut później w Banku Emisyjnym zjawili się policjanci z bronią maszynową, a po kolejnych dwóch minutach zajechało Überfallkommando (jednostka alarmowa żandarmerii). Transport, pod silną eskortą, opuścił bank i dotarł do miejsca przeznaczenia.
Po tym nieudanym „wystawieniu” akcji dokonano pewnych zmian planu, rezygnując z przecinania kabli. Na polecenie mjr. „Kalinowskiego” (Jana Kiwerskiego) dowódcą akcji został por. „Pola”, a ppor. „Jurek” miał pełnić rolę zastępcy. 11 sierpnia „Michał II” powiadomił, że następnego dnia ma odejść do Krakowa następny duży transport pieniędzy. Cały oddział „Poli” postawiono w stan gotowości, a on sam 12 sierpnia o godz. 8 objechał samochodem miejsce akcji i trasy odskoku. O godz. 9 telefon z banku zapowiedział, że transport odejdzie po godz. 10. Pozycje obsadzono o 9.45, po ponownej zakonspirowanej informacji. Główny element akcji, czyli atak na transport i zdobycie pieniędzy, miał nastąpić przy Senatorskiej, między Miodową a Placem Zamkowym. Na wąskiej, brukowanej „kocimi łbami” jezdni, stał zaparkowany duży, odkryty samochód ciężarowy, tzw. „kitajec”. Na przednich błotnikach siedzieli dowodzący, „Pola” i „Jurek”, a na skrzyni uzbrojeni w steny „Jawor”, „Doman” i „Andrzej”. Naprzeciw (Senatorska 3), na schodkach sklepu elektrotechnicznego, siedzieli „Strażak”, „Andrzejek” i „Sacharyniarz”, a nieco dalej, w sklepie warzywnym, „Lotnik”, „Balon” i „Nowicjusz” (wszystkich sześciu z „Kosy”, ich zadaniem było opanowanie ciężarówki z pieniędzmi). W korytarzu domu Senatorska 7 znajdowała się grupa, która miała zaatakować eskortę w samochodzie osobowym. Byli to pchor. „Biały”, „Podkowa”, „Zając” i „Jim”. Druga część tej grupy („Tadeusz”, „Szyb” i „Czarny”) siedziała w kawiarence kilka domów dalej. Cały teren był obstawiony patrolami osłony. Jej dowódca, pchor. „Maciek” (Sławomir Bittner) miał stanowisko pod Kolumną Zygmunta. W akcji uczestniczył także cichociemny, wówczas por. (później kapitan) Bronisław Grun.
Oczekiwane samochody przybyły na miejsce akcji o 10.17. Miały zapewne jechać Miodową do Krakowskiego Przedmieścia, bo zatrzymały się na skrzyżowaniu, lecz – widząc barierki oznaczające roboty drogowe – skręciły w Senatorską. Jadący jako pierwszy samochód ciężarowy ZOM zwolnił, by minąć tarasującego przejazd „kitajca”, a wówczas na jezdnię wytoczył się dwukołowy wózek z pustymi skrzynkami, tarasując całkowicie przejazd (wózkiem kierował pchor. „Jarko”, Zbigniew Skoworotko). Samochód ZOM gwałtownie zahamował znajdując się na równi ze skrzynią „kitajca”. W tym momencie por. „Pola” dał strzałem w dach szoferki sygnał do ataku, a „steniści” skutecznie ostrzelali znajdujących się w ciężarówce niemieckich policjantów. W chwilę później wskoczyli tam bojowcy z grupy rewindykacyjnej i wyrzucili na bruk zabitych i rannych Niemców (tylko jeden z nich zdołał oddać niecelną serię z peemu). W ten sam sposób wybito załogę osłony w samochodzie osobowym. W czasie ataku ranny w pachwinę został „Balon”. Niespodziewanie pojawił się, przejeżdżający samochodem przez Plac Zamkowy, oficer Wehrmachtu, który zdołał oddać jedną serię, nim został zabity przez polskich żołnierzy osłony. Zginęło także dwóch policjantów niemieckich nadbiegających od strony pałacu Brühla.
Cała akcja trwała – od strzału „Poli” do odjazdu samochodu ZOM z pieniędzmi – 2,5 minuty. Straty po stronie polskiej to ranny (oprócz „Balona”) w udo „Doman”; poległo też trzech pracowników Banku Emisyjnego, zaś czterech innych odniosło rany. Straty strony niemieckiej to sześciu ludzi eskorty, dwóch policjantów zastrzelonych na Senatorskiej i oficer Wehrmachtu (według policji zginęło sześciu Niemców i tylu samo zostało rannych). Uprowadzono samochód z łączną sumą ponad 106 mln złotych, co w przeliczeniu według ówczesnego czarnorynkowego kursu wynosiło ponad milion USD. Samochód z pieniędzmi, w eskorcie dwóch własnych ciężarówek, żołnierze „Kosy” uprowadzili do zakonspirowanego punktu w gospodarstwie ogrodniczym Bronisława Ruchowskiego ps. Bratek przy ulicy Sowińskiego 47 na Woli, gdzie czekał „Bratek” . Tam worki z pieniędzmi ukryto w specjalnie wykopanym rowie w szklarni i zasypano ziemią, w której „Bratek” nasadził flance begonii. 14 sierpnia przewieziono „skrzynki z warzywami” i „kosze z pomidorami” do „meliny nr 2” na Śliskiej, gdzie podczas liczenia pieniędzy wyszło na jaw, że brakuje około 1,5 miliona złotych. Wszczęto nawet śledztwo w tej sprawie, ale okazało się, że wstępnie liczono tylko worki, co mogło być przyczyną błędu.

## Po akcji
Niemcy zareagowali błyskawicznie. W kilka minut po akcji cały teren został zamknięty kordonem policji, zaczęto też przesłuchiwać pracowników banku. W związku z tym jednak, że niemiecki komisarz Banku Emisyjnego podlegał bezpośrednio generalnemu gubernatorowi, śledztwo przejęło Gestapo z Krakowa, co skomplikowało sprawę, bo warszawski oddział policji bezpieczeństwa, znacznie lepiej znający miejscowe warunki, stracił zainteresowanie w wykryciu sprawców i odzyskaniu pieniędzy.
Okupanci opublikowali w codziennej prasie ogłoszenia, w których zachęcali do przekazywania wszelkich informacji mogących się przyczynić do złapania uczestników napadu. Za ich wskazanie obiecywano nagrodę w wysokości 5 mln złotych. 26 sierpnia na murach Warszawy pojawiły się także wielkie czerwone plakaty podpisane przez komendanta SD o podobnej treści. W odpowiedzi polski ruch oporu zarządził akcję wysyłania setek anonimów od rzekomych świadków podających mylne informacje. Jeden z zabawniejszych donosów jakie wtedy wpłynęły do Gestapo pochodził od naocznego rzekomo świadka obiecującego zdać szczegółową relację z wydarzenia. Kiedy agenci udali się na wskazany przez świadka adres „Warszawa, plac Zamkowy 1" ujrzeli króla Zygmunta III spoglądającego na nich ze swojej kolumny. Wkrótce potem na niemieckich obwieszczeniach pojawiły się także dolepione paski papieru, które przebijały niemiecką ofertę: „Dajemy 10 milionów złotych za wskazanie następnego, podobnego transportu”. „Góral” był jednak jedyną akcją tego typu. Niemcy, wyciągnąwszy wnioski z porażki, obstawiali trasy kolejnych transportów bankowych pieniędzy patrolami żandarmerii. Wszystkie konwoje były ponadto osłaniane przez wozy pancerne, a nawet czołgi.
Puszczenie w obieg zdobytych na Senatorskiej pieniędzy nie było trudne, bo komórka konspiracyjna w banku od dawna prowadziła w skarbcu akcję podmiany pieniędzy, dzięki czemu w zdobytym transporcie znajdowały się banknoty z różnych emisji, a więc nie można było wskazać serii tych, które w całości znalazły się w rękach AK.
Sukces Armii Krajowej oraz nieudolność Niemców stała się obiektem żartów warszawiaków. Akcji Góral oraz Akowskiej dezinformacji funkcjonariuszy Gestapo satyryczny wiersz pt. „Świadek naoczny” poświęcił Aleksander Maliszewski. Ukazał się on w wydawanym podczas okupacji dzienniku „Demokrata” w 1943 roku.

Świadek naoczny

Siedzi ptaszek na drzewie,

policji się dziwuje,

że też żaden z nich nie wie,

gdzie się świadek znajduje.
Gdy huknęły wystrzały,

świadek mrugnął „To oni”,

mieczem drogę pokazał,

krzyżem pogoń zasłonił,
Któż to zabrał miliony?

Ot, dopiero zagadka.

Świadek mrugnął: „To oni”,

Zapytajcie się świadka.

## Upamiętnienie
W latach 50. na budynku przy ulicy Senatorskiej 3 odsłonięto tablicę pamiątkową z piaskowca o treści:

12 VIII 1943 roku na ul. Senatorskiej przed domem nr 3 żołnierze Kedywu KG AK zdobyli w walce z konwojem hitlerowskiej żandarmerii ponad sto milionów złotych.

Akcja „Góral” została przedstawiona w grudniu 2009 roku w 26. odcinku serialu telewizyjnego Czas honoru. Odcinek nosił tytuł „Reichsbank”.